# My Son Is Guilty
My Son Is Guilty est un film américain réalisé par Charles Barton et sorti en 1939.

## Synopsis
Tim Kerry, un policier de la vieille école, se félicite de la libération de son fils Ritzy qui vient de purger deux ans de prison. Il espère lui voir reprendre le droit chemin. Mais Claire Morelli, la veuve du chef de gang local, fait à Ritzy une proposition difficile à refuser…

## Fiche technique
- Réalisation : Charles Barton
- Scénario : Harold Shumate, Joseph Carole, d'après une histoire de Karl Brown
- Chef-opérateur : Benjamin H. Kline
- Montage : William A. Lyon
- Production : Jack Fier pour Columbia Pictures
- Durée : 63 minutes
- Date de sortie : 
  - États-Unis : 28 décembre 1939

## Distribution
- Bruce Cabot : Ritzy Kerry
- Julie Bishop : Julia Allen
- Harry Carey : Tim Kerry
- Glenn Ford : Barney
- Wynne Gibson : Claire Morelli
- Don Beddoe : Duke Mason
- John Tyrrell : Whitey Morris
- Bruce Bennett : Lefty
- Dick Curtis : Monk
- Edgar Buchanan[2] : Dan, le barman
- les Nicholas Brothers
- Edmund Cobb : Frank Corrigan
- Mary Gordon : Mrs Montabelli
- Robert Sterling : Judd